# Blomsterlandet
Blomsterlandet är en svensk butikskedja i trädgårdsbranschen. I sortimentet finns inneväxter, uteväxter samt växttillbehör till trädgården. Företaget har 61st butiker spridda över Sverige, från Malmö till Luleå.
I oktober 2024 tog Blomsterandet över Svensk Kulturväxtdatabas.